# William Parker (1886-1941)
Pour les articles homonymes, voir William Parker et Parker.
William Parker est un scénariste et réalisateur américain né le 17 septembre 1886 à Walla Walla (Washington) et décédé le 8 juillet 1941 à New York.

## Filmographie partielle

### Comme scénariste
- 1917 : The Scarlet Car de Joseph De Grasse
- 1918 : Jack dans l'affaire Lemoann (Hearts or Diamonds?) de Henry King
- 1918 : Rêve brisé (A Weaver of Dreams) de John H. Collins
- 1920 : L'Honneur de la famille (The Family Honor) de King Vidor
- 1920 : L'Homme au couteau (The Jack-Knife Man) de King Vidor
- 1921 : The Cave Girl de Joseph Franz

### Comme réalisateur
- 1916 : The Reunion
- 1916 : The Whispered Word
- 1916 : The Fifth Ace